# Guglielmo d'Altavilla, signore di Gesualdo
Guglielmo D'Altavilla (1090 – tra il 1145 e il 1150) è stato un nobile italiano.
Fu il primo signore di Gesualdo e, anche se fu il nipote Roberto il primo ad adottare il suddetto cognome, è considerato il capostipite della famiglia Gesualdo di stirpe normanna e antenato del principe madrigalista Carlo Gesualdo.

## Biografia
Nacque da una relazione extraconiugale tra Ruggero Borsa e Maria, nobile feudataria, l'ultima discendente di Sessualdo, fondatore della rocca di Gesualdo e del paese nel 650 d.C.. Anche se figlio illegittimo il padre gli concesse il domini sulla baronia di Gesualdo, che comprendeva: Frigento, Taurasi, Paterno, San Mango, Bonito, Acquaputida e altre terre. Questi possedimenti andavano ad aggiungersi alla signoria di Lucera e della vicina terra di San Lupolo, di cui Guglielmo era entrato in possesso, grazie al suo matrimonio con Alberada, figlia del conte di Lecce. Quando il padre morì, il 22 febbraio 1111, l'erede Guglielmo confermò all'omonimo fratellastro i benefici che il padre gli aveva concesso e lì ampliò con altri possedimenti feudali, così da suscitare lo sdegno del conte Giordano di Ariano. Altri feudi furono poi assegnati a Guglielmo dallo zio Ruggiero II d'Altavilla  per gratificarlo per il comportamento franco e leale. Alla sua morte, avvenuta tra il 1145 e il 1150, Guglielmo lasciò tre figli: il primogeniti Elia, che ereditò il ricco patrimonio feudale, Aristolfo, che intraprese la carriera militare, partecipando alla terza crociata, di cui l'eroiche imprese ne parlò Torquato Tasso nella Gerusalemme Conquistata, e Guglielmo, di cui si perde traccia, non figurando in alcun documento. 